# Barrio Río Salado
Río Salado o Balneario Villanueva es una localidad argentina ubicada en el Partido de General Paz, provincia de Buenos Aires. Se encuentra a orillas del río Salado, 2 km al sur de Villanueva, a 11 km de General Belgrano y a 18 km de Ranchos por RP 29.
El pueblo tiene su principal actividad que es la pesca en el río Salado, cuenta con dos campings, uno municipal y otro privado y negocios polirrubros entre otros. También es zona de actividad agrícola y ganadera. Cuenta con servicio de cable e internet satelital.  En 2022 la localidad aún carece de cloacas y gas natural; cuenta con servicio de agua potable.  
La última inundación que afectó a toda la población, incluida Villanueva se registró en el año 2015 a pesar de las promesas del gobierno en realizar la obra de dragado del río Salado que ya lleva muchos años.

## Población
Contaba con un total de 265 habitantes (Indec, 2010) número que aumentó a alrededor de 320 habitantes durante la pandemia por COVID en el año 2022, sumados a los casi 600 habitantes de Villanueva